# إرنست ليمان سكوت
إرنست ليمان سكوت (بالإنجليزية: Ernest Lyman Scott)‏ هو عالم وظائف الأعضاء أمريكي، ولد في 1877 في Kinsman, Ohio ‏ في الولايات المتحدة، وتوفي في 1966.